# Jean Jouffroy
Jean Jouffroy (Luxeuil-les-Bains, 1412 circa – Reully, 24 novembre 1473) fu un benedettino cluniacense francese che divenne abate, vescovo e cardinale.

## Biografia
Proveniente da famiglia di origini modeste, entrò nella Congregazione cluniacense presso l'Abbazia di Luxeuil. Studiò diritto canonico e teologia, discipline nelle quali si laureò, divenendone poi professore presso l'Università di Pavia dal 1435 al 1438.
Divenne quindi elemosiniere di Filippo III, duca di Borgogna, che gli affidò alcune missioni diplomatiche in Francia, Italia, Portogallo e Castiglia. Nel 1449 fu nominato abate di Luxeuil.
Nel 1453 divenne vescovo di Arras. Nel 1461 divenne consigliere di re Luigi XI, che aveva conosciuto quando questi era ancora Delfino. Fu più volte legato pontificio, spesso in Francia, ma poi anche a Napoli. Nel 1461 chiese a Luigi XI, per conto della Santa Sede, l'abrogazione della Prammatica Sanzione di Bourges.
Nel concistoro del 18 dicembre del 1461 papa Pio II lo nominò cardinale presbitero e nel 1462 ricevette il titolo dei Santi Silvestro e Martino ai Monti.
Sempre nel 1461 venne nominato vescovo di Albi, lasciando così la sede vescovile di Arras. Ricevette anche, in commendam, il titolo di Abate di Saint-Sernin. Nel 1464 venne nominato Abate commendatario di Saint Denis, nel 1467 Abate commendatario di Gorze e nel 1470 ricevette, sempre in commendam, anche il titolo di Abate dell'Abbazia di Moreruela, nella Provincia di Zamora in Spagna.
Nel 1473 assistette Pietro II di Borbone, signore di Beaujeu, nella sua campagna militare per conto del re di Francia, contro Giovanni V d'Armagnac.
Morto nello stesso anno e venne sepolto nel priorato benedettino di Reully ov'era deceduto.
Fu umanista e bibliofilo.

## Conclavi
Durante il cardinalato di Jouffroy ebbero luogo due conclavi, quello del 1464, che elesse papa Paolo II, e quello del 1471, che elesse papa Sisto IV, ma il Jouffroy non prese parte a nessuno dei due.